# Nyer
Nyer (em catalão:  Nyer) é uma comuna francesa na região administrativa da Occitânia, no departamento dos Pirenéus Orientais. Estende-se por uma área de 37.00 km², e possui 150 habitantes, segundo o censo de 2018, com uma densidade de 4.1 hab/km².